# Please Forgive Me
Singles de Bryan Adams
Touch the Hand
(1992) All for Love
(1993)
Please Forgive Me est une chanson interprétée par l'artiste canadien Bryan Adams qu'il a écrite et composée avec Robert Lange et sortie en single en octobre 1993. Elle figure sur la compilation du chanteur So Far So Good dont elle est le seul morceau inédit.
Le single connaît un important succès à travers le monde, se classant 1er dans plusieurs pays (France, Belgique, Norvège, Irlande, Australie, Canada) ou dans les trois premiers, 7e en Nouvelle-Zélande et aux États-Unis.

## Liste des titres

### Single Europe
1. Please Forgive Me (Radio Mix)
2. Can't Stop This Thing We Started (Live)

### Single 3 titres Royaume-Uni
1. Please Forgive Me
2. House Arrest (Live)
3. (Everything I Do) I Do It for You (Live)

### Single USA
1. Please Forgive Me
2. Cuts Like a Knife

### Maxi
1. Please Forgive Me (Radio Mix)
2. Can't Stop This Thing We Started (Live)
3. There Will Never Be Another Tonight (Live)
4. C'mon Everybody (Live) - reprise de Eddie Cochran

## Classements hebdomadaires
| Classement (1993/1994)                 | Meilleure position |
| -------------------------------------- | ------------------ |
| Allemagne (GfK Entertainment)          | 3                  |
| Australie (ARIA)                       | 1                  |
| Autriche (Ö3 Austria Top 40)           | 2                  |
| Belgique (Flandre Ultratop 50 Singles) | 1                  |
| Canada (RPM 100 Singles)               | 1                  |
| États-Unis (Billboard Hot 100)         | 7                  |
| France (SNEP)                          | 1                  |
| Irlande (IRMA)                         | 1                  |
| Norvège (VG-lista)                     | 1                  |
| Nouvelle-Zélande (RMNZ)                | 7                  |
| Pays-Bas (Nederlandse Top 40)          | 3                  |
| Royaume-Uni (UK Singles Chart)         | 2                  |
| Suède (Sverigetopplistan)              | 2                  |
| Suisse (Schweizer Hitparade)           | 2                  |

## Certifications
| Pays                    | Certification | Unités certifiées |
| ----------------------- | ------------- | ----------------- |
| Allemagne (BVMI)        | Or            | 250 000           |
| Australie (ARIA)        | 2 × Platine   | 140 000           |
| Autriche (IFPI)         | Or            | 25 000            |
| Nouvelle-Zélande (RMNZ) | Or            | 5 000             |
| Royaume-Uni (BPI)       | Or            | 400 000           |
| Suède (GLF)             | Or            | 25 000            |